# شبکه نوری
یک شبکه نوری با تداخل انتشار در جهت مخالف پرتوهای لیزر که الگوی شدت تناوبی فضایی ایجاد می‌کند، تشکیل می‌شود. پتانسیل تناوبی ایجادشده ممکن است اتم‌های خنثی را از طریق اثر اشتارک گیر بیندازد.